# Koemelk

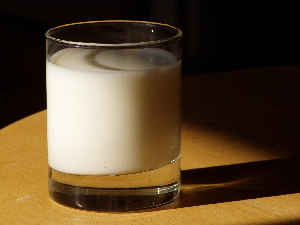
Glas melk

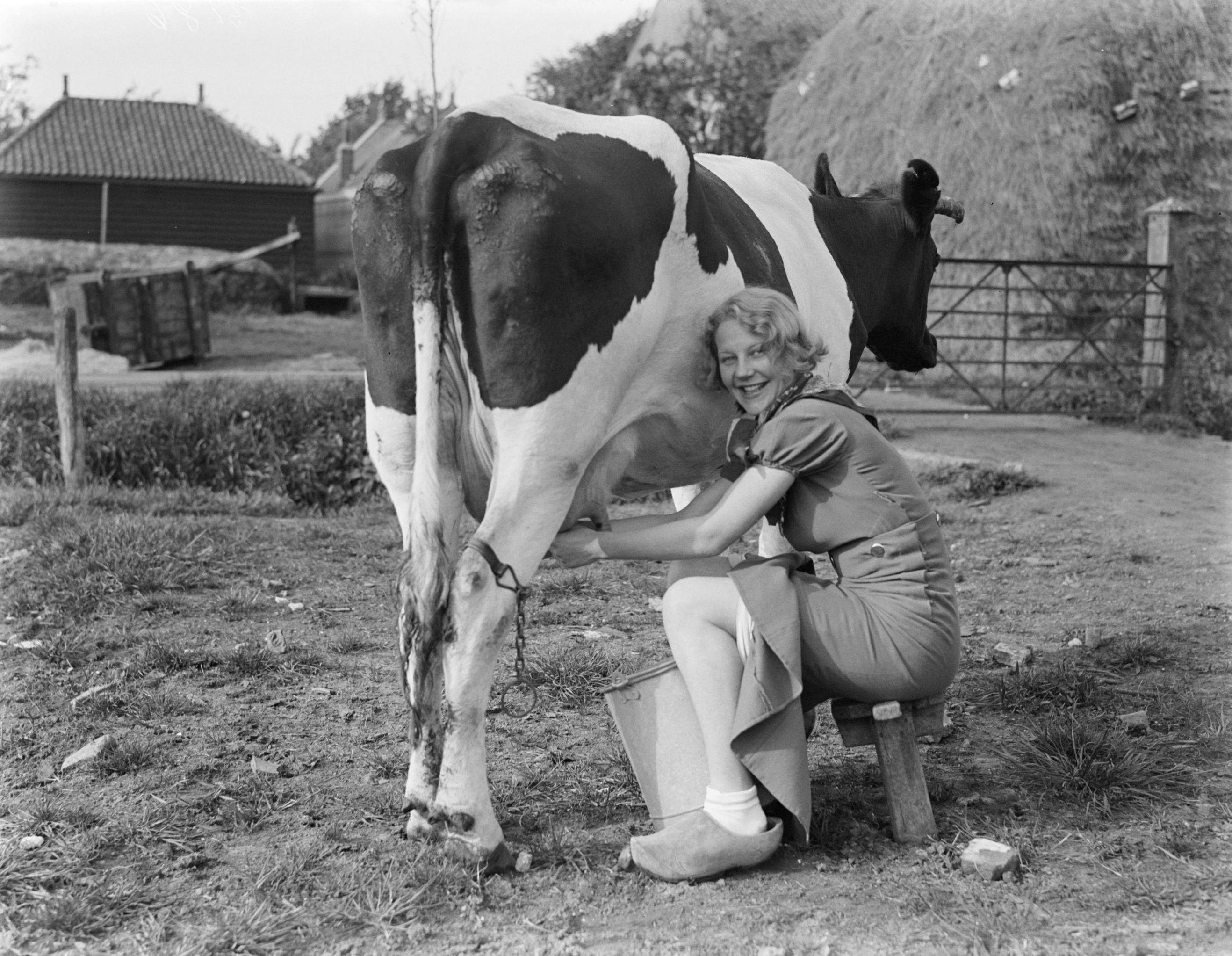
Melken voor de fotograaf in 1933

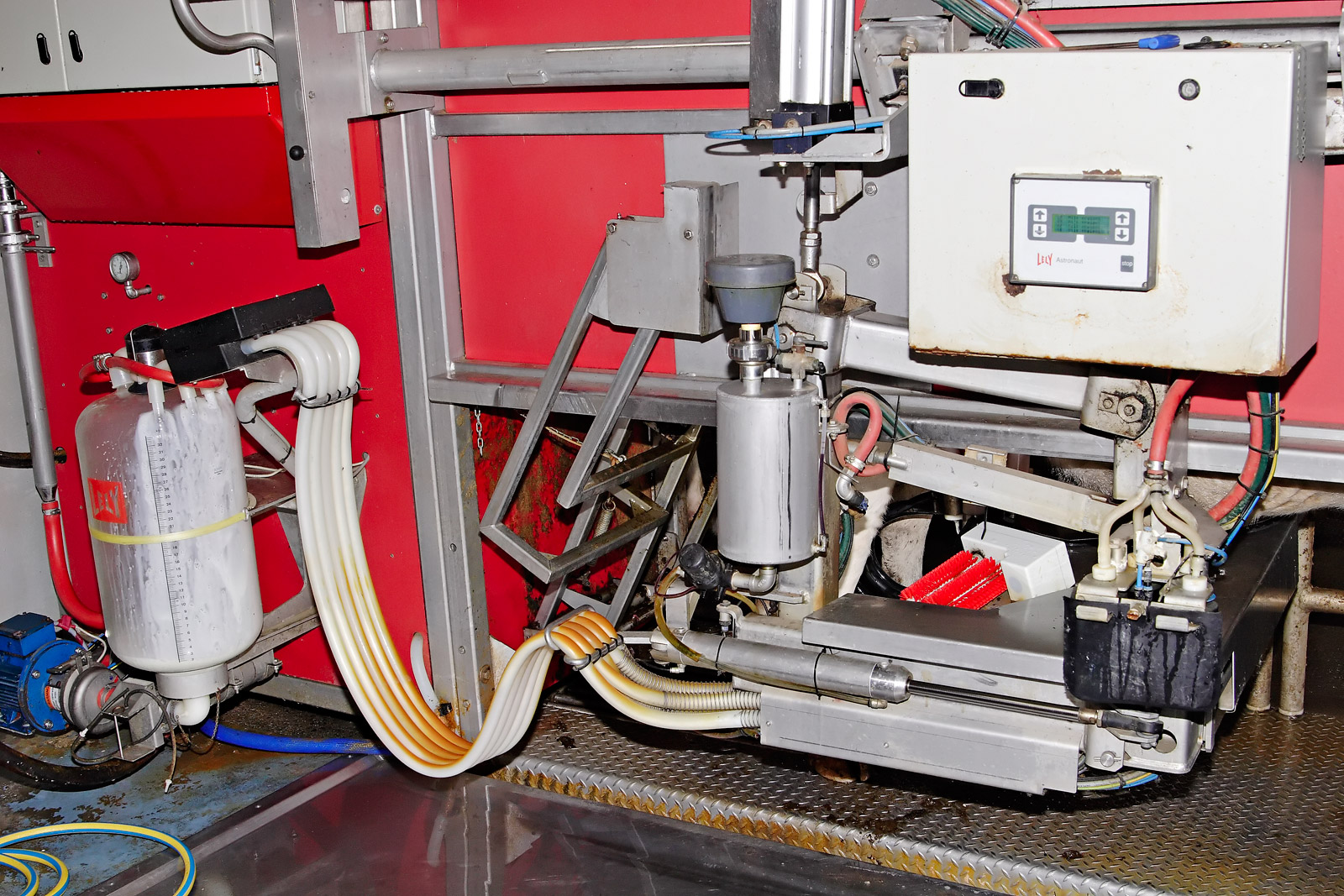
Lasergestuurde melkrobot

Koemelk is de melk van een koe. Een koe produceert pas melk als er een kalf is geboren.

## Melken
Omdat een koe pas melk produceert als er een kalf is geboren, worden koeien bijna ieder jaar drachtig gemaakt. Het kalf mag soms twee dagen bij de moeder drinken maar vaak wordt het meteen bij de moeder weggehaald. Het kalf krijgt eerst biestmelk (de eerste melk die de moederkoe geeft na de geboorte van haar kalf). Daarna krijgt het kalf vaak melk op basis van melkpoeder. De koe blijft echter nog melk produceren voor het kalf waardoor de koe gemolken kan worden. Na 300 dagen melken krijgt de koe twee maanden rust. Hierna krijgt de koe wederom een kalf waardoor het melken weer kan beginnen.
Een koe wordt minstens tweemaal per dag gemolken. Vanouds gebeurde dat met de hand door in de spenen te knijpen, de melker of melkster ging daarbij 'onder' de koe zitten op een melkkruk. De melk werd verzameld in melkbussen die twee keer per dag door de zuivelfabriek werden opgehaald. Een grote boer had 'melkmeiden' en 'melkknechten' in dienst voor wie het melken de belangrijkste taak was. In kleinere bedrijven hielp vaak een deel van het gezin mee.

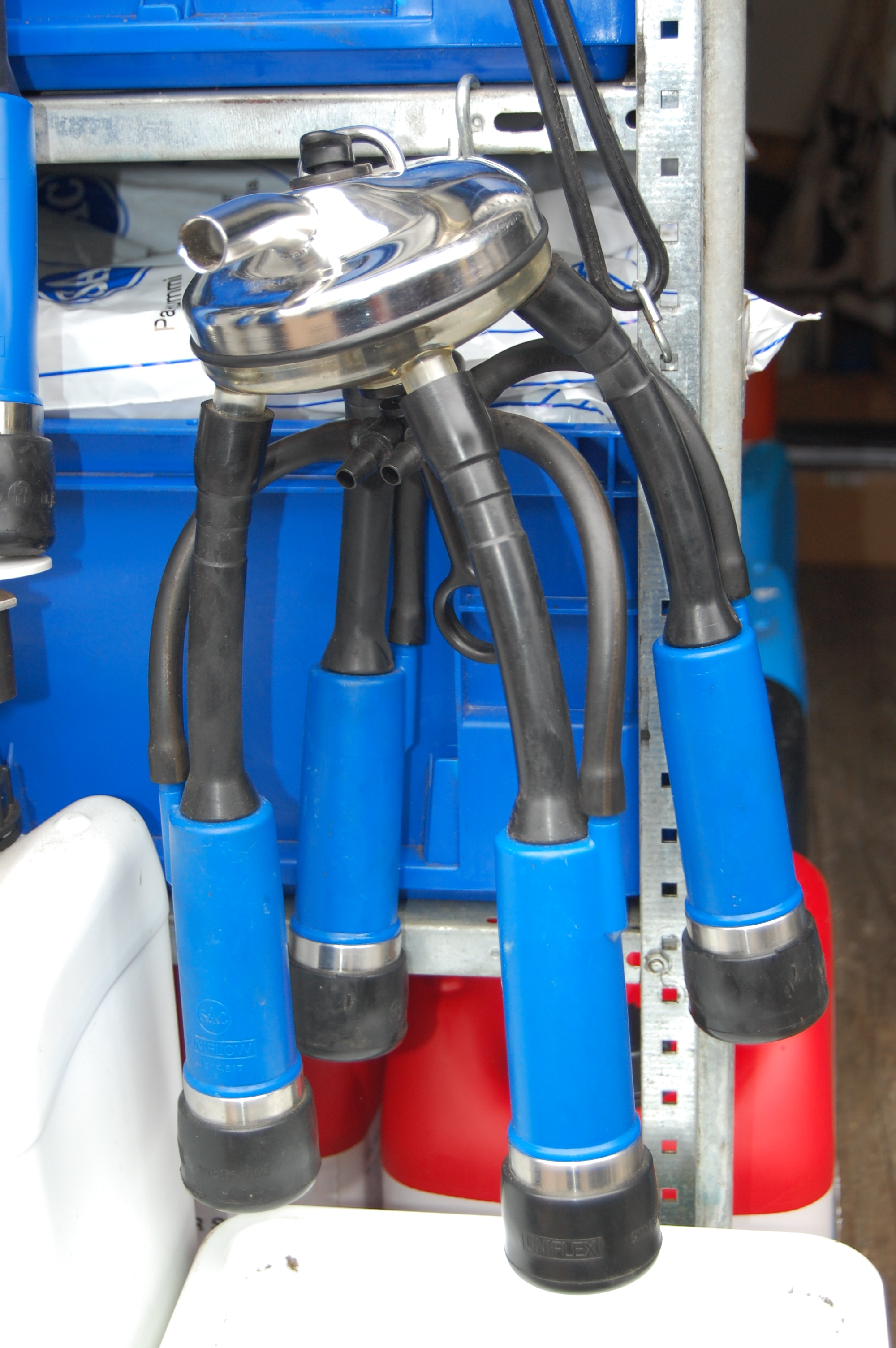
Melkklauw met tepelbekers, in de tepelbekers zitten de tepelvoeringen. De klauw hangt hier ondersteboven.

Na het midden van de 20e eeuw kwam er op steeds meer boerderijen een melkmachine. Onder de koe werd een melkemmer gehangen die met vier tepelvoeringen de melk uit de uier zoog. De tepelvoeringen worden door de pulsator (drukwisselaar) afwisselend geopend en gesloten (de zogenaamde zuig- en rustslag). De koeien werden 's zomers in de wei gemolken. Aan het eind van de 20e eeuw kwamen steeds meer loopstallen met een melkstal in zwang, daarom worden sindsdien nog maar weinig koeien buiten gemolken.
De koeien worden twee of drie keer per dag naar de melkstal gedreven waar ze langs de melkmachine lopen. De boer hangt de melkklauw met vier tepelbekers (waarin de tepelvoeringen bevestigd zijn) aan de spenen van de koe en de melk wordt via de melkleiding naar de melkontvangst getransporteerd en vervolgens naar de koeltank gepompt. Sommige boerenbedrijven maken gebruik van een melkrobot, een koe kan op elk moment van de dag langs de melkmachine lopen en wordt dan zonder menselijke tussenkomst gemolken. Iedere melkveehouderij beschikt over een koeltank waarin de melk een aantal dagen bewaard kan worden.

### Oudste sporen
Na chemische ouderdomsanalyse van melksporen aangetroffen op potscherven is in 2008 vastgesteld dat de koe al 8.000 jaar geleden werd gemolken. Veel langer dan voorheen werd aangenomen. De scherven zijn gevonden in Tell Sabi Abyad, Noord-Syrië, bij archeologische opgravingen van een prehistorische nederzetting uit de Halafcultuur die dateert van 7000 tot 5000 voor Christus.

## Bestanddelen

### Suikers
Een liter melk of yoghurt bevat gemiddeld 40 gram suiker (4 gram per 100 ml) in de vorm van lactose. Dit in tegenstelling tot kaas, waarin de lactose door melkfermenten is omgezet in water en kooldioxide. Kaas is dus een betere keuze dan melk of yoghurt voor mensen met lactose intolerantie of prikkelbaredarmsyndroom.
De lactose bestaat uit 2 suikers, de helft glucose en de andere helft galactose.

### Vetten
Rauwe koemelk wordt in de meeste Europese landen niet rechtstreeks verkocht aan de consument. De consumptiemelk die in de winkel te koop is, is gepasteuriseerd en bevat na behandeling in de zuivelfabriek een gestandaardiseerde hoeveelheid melkvet:
- volle melk: meer dan 35 g/l
- halfvolle melk: tussen 15 g/l en 18 g/l
- magere melk: 0 tot minder dan 3 g/l

Het verwijderen van circa de helft van de vetten uit de melk levert halfvolle melk op. Magere melk of taptemelk bevat zo goed als geen vetten (maximaal 0,3%). Tijdens procesmatige bereiding van deze producten wordt de koemelk eerst volledig afgeroomd en later weer (volgens vaste industriële verhoudingen) toegevoegd aan de vetloze magere melk.

### Eiwitten
De eiwitten in koemelk bestaan voor circa 80% uit caseïne en voor de resterende 20% uit wei. Wei is wat overblijft bij de kaasproductie. Weiproteïne-concentraat wordt door sporters gebruikt om spiergroei en -herstel te bevorderen. Koemelkeiwit bestaat voor 25 tot 30% uit bètacaseïne.

### A1-, A2- en A1/A2 melk
Als gevolg van domesticatie zijn er verschillen (polymorfismen) ontstaan tussen rassen in het bètacaseïnegen. De meerderheid van de koeien in westerse geïndustrialiseerde landen (voornamelijk van het ras Holstein-Friesian) produceert melk die rijk is aan de genetische variant beta-caseine type A1 (A1 melk).
Doordat A1- en A2-bètacaseïne slechts één aminozuur van elkaar verschillen is de aminozuursamenstelling van A1-melk en A2-melk vrijwel identiek. Wel is er een verschil in ruimtelijke configuratie tussen beide bètacaseïnes. Verstofwisseling van de A1-vorm van bètacaseïne leidt tot vorming van het opioïde peptide bèta-casomorfine-7, ook wel BCM-7 genoemd, dat zich kan binden aan opioïde receptoren in de hersenen, het endocriene systeem en het immuunsysteem.
Consumptie van melk die rijk is aan A1-caseïne wordt in verband gebracht met een verhoogd risico op diabetes type 1 evenals hart- en vaatziekten. Mogelijk speelt de verhouding tussen A1- en A2-caseïne ook een rol bij autisme en schizofrenie. Tevens gaat consumptie van A1-melk gepaard met een verhoogd risico op chronische ontstekingen van het maag-darmkanaal, verminderde lactose-tolerantie en verminderd cognitief functioneren bij mensen met lactose-intolerantie.

### Voedingswaardetabel
Gemiddelde voedingswaarde per 100 ml (hoeveelheden variëren per merk):
| bestanddeel                | hoeveelheid (in halfvolle melk) |
| -------------------------- | ------------------------------- |
| energie                    | 200 kJ / 45 kcal                |
| eiwit                      | 3,6 g                           |
| koolhydraten               | 4,6 g                           |
| ...waarvan suikers         | 4,6 g                           |
| vet                        | 1,5 g                           |
| ...waarvan verzadigd       | 0,99 g - 1,07 g                 |
| ...enkelvoudig onverzadigd | 0,46 g - 0,39 g                 |
| ...meervoudig onverzadigd  | 0,06 g - 0, 04 g                |
| voedingsvezel              | - g                             |
| natrium                    | 0,05 g                          |
| calcium                    | 120 mg                          |
| vitamine B12               | 0,39 µg                         |
| omega-3                    | 19 mg - 9 mg                    |

Een liter koemelk weegt 1030 gram.

## Houdbaarheid

### Gepasteuriseerde melk
Om koemelk ongeveer een week houdbaar te maken, wordt de melk gepasteuriseerd. Dat is een proces waarbij de melk gedurende 30-40 seconden op 72 °C wordt verwarmd en vervolgens weer afgekoeld. Dit verwarmen en koelen wordt nog tweemaal herhaald. Bij elke behandeling verdwijnt een groot percentage van de bacteriën. Uiteindelijk blijven er zo weinig over dat ze voor de volksgezondheid geen gevaar meer opleveren. De samenstelling van de melk verandert door deze behandeling nauwelijks. Gepasteuriseerde melk dient in de koelkast te worden bewaard.

### Gesteriliseerde melk
Om melk langdurig houdbaar te maken, wordt de melk gesteriliseerd. Dat is een proces waarbij de melk sterk wordt verhit tot boven 100 °C. Hierbij worden bacteriën gedood, maar ook de smaak wordt aangetast en een aantal vitamines wordt (gedeeltelijk) afgebroken. Gesteriliseerde melk kan buiten de koelkast worden bewaard, mits onaangebroken.

### UHT
UHT-sterilisatie (de afkorting staat voor ultra hoge temperatuur) is het kortstondig verhitten op zeer hoge temperatuur. Door deze speciale behandeling blijft de smaak van de melk beter behouden dan bij een langzamere sterilisatie op een gematigde temperatuur. De melk kan ook buiten de koelkast worden bewaard als hij onaangebroken blijft. Door deze eigenschappen is UHT-sterilisatie de meest gebruikte manier om melk langdurig te bewaren.

## Allergie en intolerantie

### Lactose-intolerantie
Lactose-intolerantie is het bekendste verschijnsel dat samenhangt met de consumptie van koemelk door mensen. Mogelijk 10% van de oorspronkelijke inwoners van Noord-Europa lijden hieraan in meerdere of mindere mate. Dit is echter een uitzondering op de rest van de wereld, waar het merendeel van de mensen lactose intolerant zijn.
Lactose-intolerantie is het onvermogen de melksuiker lactose te verteren, waardoor darmklachten ontstaan. Jonge zoogdieren zijn dankzij het enzym lactase in staat lactose om te zetten in de monosachariden glucose en galactose die vervolgens opgenomen worden in het bloed. Het vermogen dit enzym te maken neemt met het stijgen van de leeftijd geleidelijk af, zodat de meeste mensenrassen (en alle andere zoogdieren) op volwassen leeftijd lactose-intolerant worden. Volwassenen uit bevolkingsgroepen die van oudsher hun hele leven melkproducten gebruiken kunnen over het algemeen wel lactose verdragen. Het voorkomen van verminderde lactosetolerantie varieert van 5% in Noord-Europa tot meer dan 90% in Afrikaanse en Aziatische landen.
Lactose-intolerantie is iets anders dan koemelkallergie, een van de meest voorkomende allergieën. Bij een allergie zet een eiwit het afweersysteem in werking, en ook een geringe hoeveelheid daarvan kan tot een levensbedreigende toestand leiden.

### Koemelkallergie
Koemelkallergie of koemelkeiwitallergie is een voedselallergie waarbij er sprake is van een ongewenste reactie op eiwitten uit koemelk door een abnormale reactie van het immuunsysteem van het lichaam. Koemelkallergie is de meest voorkomende voedselallergie bij baby’s.

### Voedingscentrum
Het Voedingscentrum erkent bepaalde risico's van het drinken van melk, maar gaat niet in op Lactose-intolerantie of koemelkallergie. Het standpunt van het centrum luidt per januari 2013 als volgt:
- Melk en melkproducten (zuivel) zijn een belangrijk onderdeel van een gezond voedingspatroon. Zuivel staat dan ook in de Schijf van Vijf van het Voedingscentrum. Voor melkproducten is de gemiddelde aanbevolen hoeveelheid 450-650 ml per persoon per dag. Deze hoeveelheden zijn gebaseerd op de consensusrapporten over calciumbehoefte.
- De aanbevolen hoeveelheid draagt voor circa 50% bij aan de geadviseerde hoeveelheid calcium. De rest wordt (in het Nederlands voedingspatroon) geleverd door bronnen zoals kaas en groenten.
- Calcium is, samen met vitamine D, belangrijk voor een goede botgezondheid en het voorkomen van botbreuken. Om voldoende calcium binnen te krijgen is zuivel en melk een belangrijke bron, die past in het Nederlandse voedingspatroon. In Nederland is zuivel bovendien een belangrijke leverancier van vitamines B2 en B12. Het eiwitgehalte is slechts beperkt en veel kleiner dan in de meeste groenten en peulvruchten.
- Gebruik bij voorkeur magere varianten van zuivel die evenveel calcium bevatten als 'gewone' varianten, maar minder verzadigd vet. Te veel verzadigd vet verhoogt het risico op hart- en vaatziekten. [bron?]
- Het World Cancer Research Fund (WCRF) constateert een dubbelzinnige relatie tussen melk/zuivel en kanker. Aan de ene kant verlaagt melk/calcium waarschijnlijk het risico op darmkanker. Aan de andere kant bestaan aanwijzingen dat een hogere inname van melk/zuivel/calcium gerelateerd zou zijn aan een verhoogd risico op bijvoorbeeld prostaatkanker. [bron?]
- De kracht van het bewijs voor het beschermende effect van melk op het darm-(colon-rectum) kankerrisico wordt door WCRF als ‘waarschijnlijk’ aangegeven. Het risicoverhogend effect van melk en melkproducten op prostaatkanker als ‘beperkt’. [bron?]
- Vooralsnog spreken de cijfers over de relatie tussen melk/zuivel en kanker eerder voor dan tegen zuivelconsumptie. [bron?]

## Biologische koemelk

### Verschil in productie
De huisvesting van biologische melkveehouderij verschilt weinig met de gangbare. Beide systemen bieden veel ruimte voor natuurlijk gedrag. Gemiddeld wordt er in de biologische melkveehouderij meer geweid en meer gebruikgemaakt van potstallen. Beide zijn positief voor beweging en comfortabel rusten en liggen.
In de biologische melkveehouderij komen minder stofwisselingziekten voor, omdat veel melkveehouders het type dier selecteren dat minder hoog-productief is en past bij een lagere voederwaarde van het rantsoen. Uierontsteking bij melkkoeien komt meer voor in de biologische sector. Nederlandse biologische melkveehouders zullen minder snel dan hun niet-biologische collega’s, deze aandoening met antibiotica behandelen. Voor beide geldt dat dit enkel mag wanneer het celgetal van de melk die de koe levert, boven de 50.000 uitkomt. In zwitserse biologische bedrijven mogen antibiotika alleen in noodgevallen en door een dierenarts worden ingezet.

#### Nederland
Bij de biologisch-dynamische melkveehouderij is vastgelegd dat de hoorns niet mogen worden verwijderd. Producten waar de melk van deze koeien voor wordt gebruikt dragen het Demeter keurmerk. In de normen voor de biologische melkveehouderij mogen de hoorns wel worden verwijderd.
Er is bij de biologische landbouw geen norm voor de tijd dat kalveren bij de moeder moeten drinken. Wel moeten kalveren verplicht biologische melk krijgen in plaats van het gangbare kunstmelk. Steeds meer biologische en biologisch-dynamische bedrijven kiezen ervoor om de kalveren bij de moeder te houden.

### Verschil in kwaliteit
Biologische melk is rijker aan goede vetzuren, antioxidanten en vitamines dan niet biologische melk. De verschillen zijn grotendeels te verklaren door het grotere aandeel gras en klaver in het dieet van biologische koeien.

## Wereldwijde productie
| Topproducenten van koeienmelk 2018 | Topproducenten van koeienmelk 2018 |
| Land                               | Productie (ton)                    |
| ---------------------------------- | ---------------------------------- |
| Verenigde Staten                   | 98.690.477                         |
| India                              | 89.833.590                         |
| Brazilië                           | 33.839.864                         |
| Duitsland                          | 33.064.833                         |
| China                              | 30.745.600                         |
| Rusland                            | 30.345.525                         |
| Frankrijk                          | 25.541.269                         |
| Nieuw-Zeeland                      | 21.392.000                         |
| Turkije                            | 20.036.877                         |
| Pakistan                           | 16.722.000                         |
| Verenigd Koninkrijk                | 15.311.000                         |
| Polen                              | 14.171.153                         |
| Mexico                             | 12.005.692                         |
| Italië                             | 11.944.450                         |
| Nederland                          | 10.634.163                         |
| Argentinië                         | 10.526.600                         |
| Oezbekistan                        | 10.415.660                         |
| Oekraïne                           | 10.064.000                         |
| Australië                          | 9.289.000                          |
| Ierland                            | 7.810.260                          |